# Альваро Помбо
Альваро Помбо Гарсія де лос Ріос (ісп. Álvaro Pombo García de los Ríos; *23 червня 1939, Сантандер, Кантабрія) — іспанський письменник, поет і громадський активіст. Є членом партії «Союз, прогрес і демократія».
Він навчався у Мадридському університеті і отримав ступінь бакалавра мистецтв з філософії у Біркбек-коледжі Лондонського університету (Велика Британія), де він жив в період між 1966 і 1977. Його перша книга поезії, Protocolos, була опублікована у 1973 році, а чотири роки потому він виграв приз El Бардо за його Variaciones (1977). Повертаючись до Іспанії у тому ж році, він опублікував збірку оповідань Relatos sobre la falta de sustancia, багато з яких містили гомосексуальні теми і персонажів.
Входить до Королівської академії іспанської мови з 2004 року.

## Особисте життя
Він публічно визнав свою гомосексуальність у численних інтерв'ю, висловлюючи думку з дотичних питань, зокрема, таких як одностатеві шлюби.

## Премії та інші нагороди
- У жовтні 2006 року Помбо був нагороджений літературною премією Premio Planeta за його роман La Fortuna de Matilda Turpin.
- У 2012 він був нагороджений Premio Nadal за роман El temblor del héroe.
- 2024 року був відзначений премією Сервантеса.